# Elachocharax pulcher
Elachocharax pulcher es una especie de pez de la familia Crenuchidae en el orden de los Characiformes.

## Morfología
Los machos pueden llegar alcanzar los 2,2 cm de longitud total.

## Hábitat
Vive en zonas de clima tropical entre 24 °C - 30 °C de temperatura.

## Distribución geográfica
Se encuentran en Sudamérica: de los ríos  Amazonas y Orinoco.